# Kolej Sowiogórska
Kolej Sowiogórska (także: kolejka sowiogórska, niem. Eulengebirgsbahn) – nazwa dawnej normalnotorowej kolei prowadzącej z Dzierżoniowa przez Pieszyce, Bielawę, Srebrną Górę, Przełęcz Srebrną, Wolibórz, Słupiec do Ścinawki Średniej, o długości 62 km. Niekiedy tą nazwą określany jest jedynie jej górski odcinek ze Srebrnej Góry do Woliborza, na którym miejscami zamontowana była dodatkowa szyna zębata.

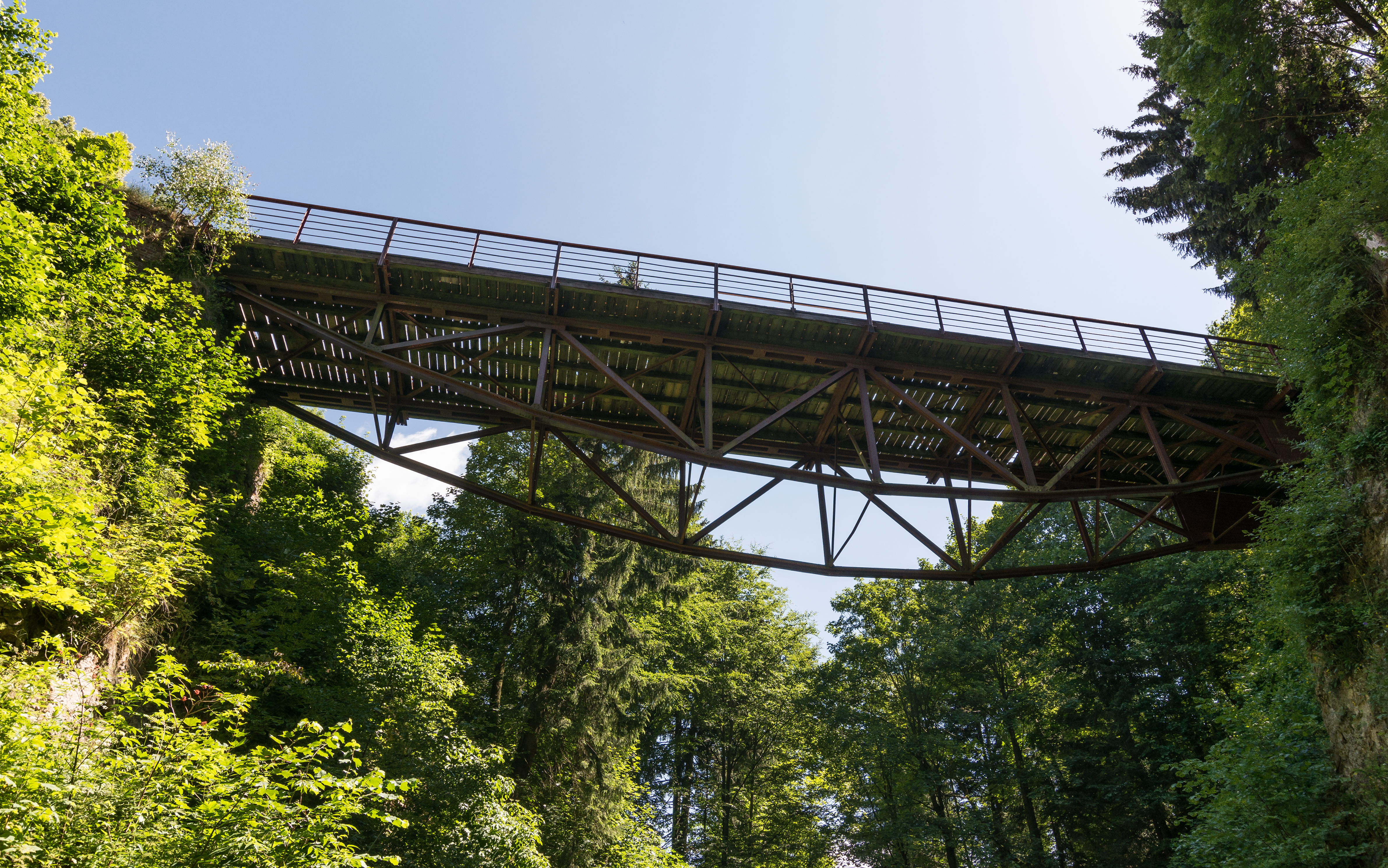
Most wiszący w Srebrnej Górze

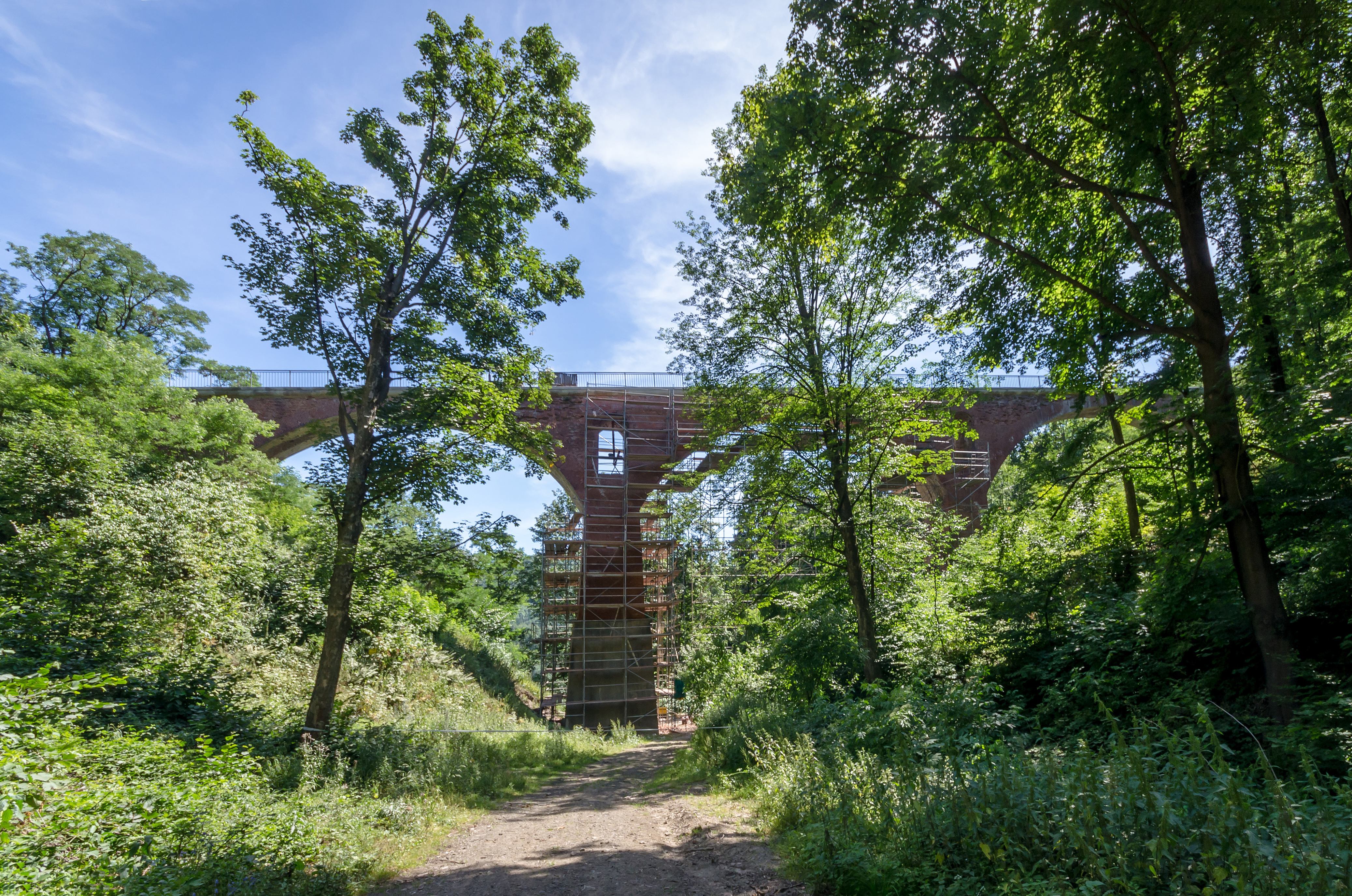
Wiadukt w Żdanowie

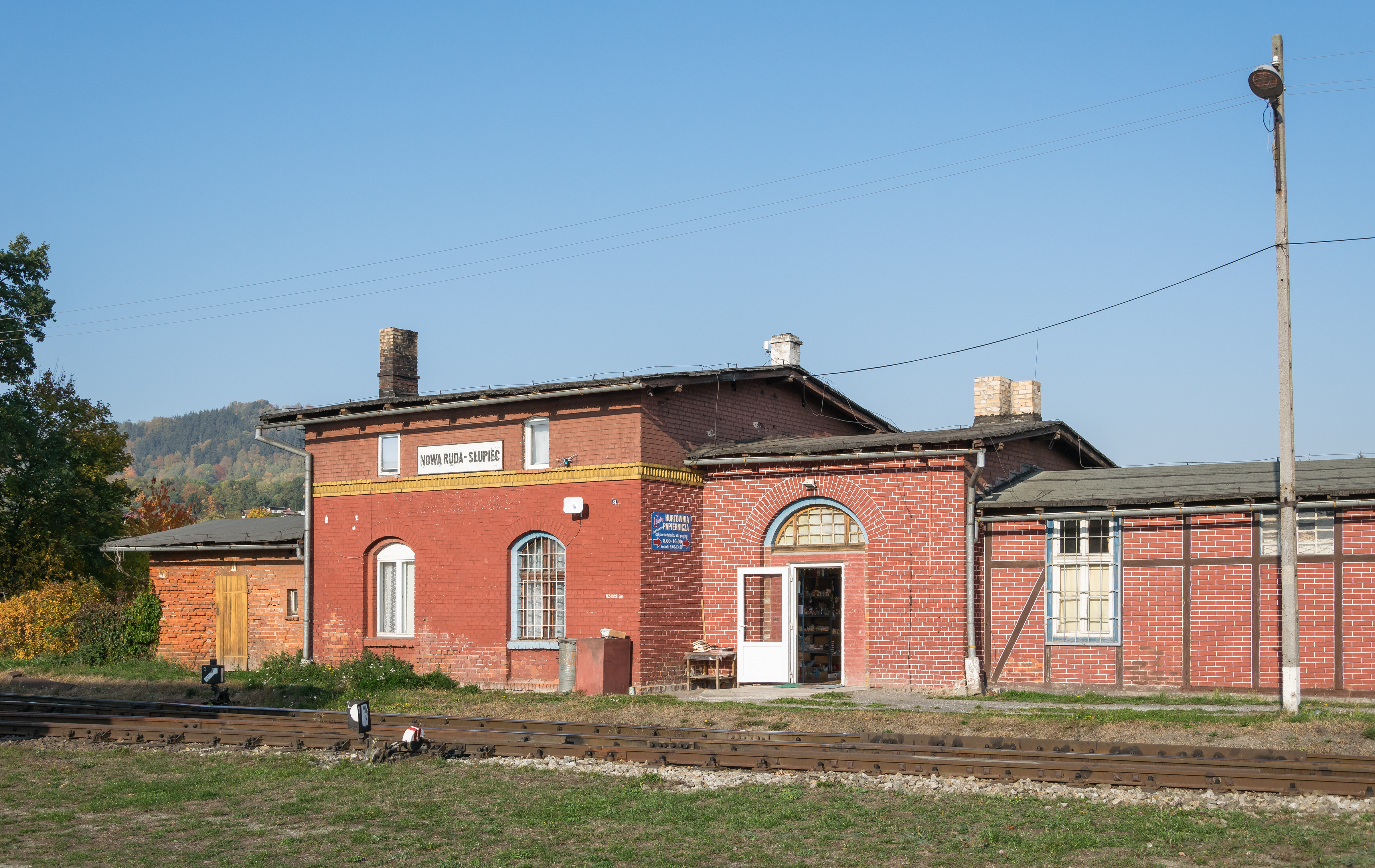
Stacja kolejowa Nowa Ruda Słupiec

Budowniczym kolei była spółka akcyjna Eulengebirgsbahn AG zu Reichenbach, powołana (w lipcu 1899) specjalnie do realizacji tego przedsięwzięcia. Należały do niej: przedsiębiorstwo kolejowe Lenz & Co, pruski skarb państwa, powiat dzierżoniowski, inne miejscowości leżące na trasie kolei oraz osoby prywatne.
Projekt trasy opracowano w latach 1895–1896. Miała ona służyć przede wszystkim jako atrakcja turystyczna, lecz także na potrzeby transportu węgla z kopalń w Słupcu i Nowej Rudzie do Dzierżoniowa. Pierwsze prace rozpoczęto już w 1897. Roboty ziemne rozpoczęto 12 września 1899, a linię kolejową oddawano do użytku w kilku etapach:
- 1 czerwca 1900 – odcinek Dzierżoniów – Pieszyce Górne,
- 1 października 1900 – przedłużenie do Bielawy,
- 12 grudnia 1900 – przedłużenie do Srebrnej Góry,
- 5 sierpnia 1902 – odcinek Srebrna Góra – Ścinawka Średnia,
- 1 grudnia 1903 – przedłużenie do Radkowa i kamieniołomów (ten 9,5 km odcinek nazwano Heuscheuergebirgsbahn – Koleją Stołowogórską).

Szczególnie trudny w budowie był odcinek między Srebrną Górą a Woliborzem – wymagał m.in. wybudowania wiosną 1901 dwóch ceglanych wiaduktów (żdanowskiego, wys. 23,8 m i srebrnogórskiego, wys. 28 m) o łącznej długości 260 m, czterech głębokich wkopów w litych skałach i wysokich nasypów. Przy budowie zatrudniono ok. 300 robotników cudzoziemskich (byli to Chorwaci, Czesi, Polacy, Ukraińcy, a nawet Włosi). Maksymalne nachylenie na odcinku Nowa Wieś Kłodzka – Przełęcz Srebrna wyniosło 5%, a na odcinku Srebrna Góra – Przełęcz Srebrna nawet 6%. Wymusiło to zastosowanie na odcinku 6,6 km dwulistwowej szyny zębatej systemu Abta, zamocowanej na stalowych podkładach pośrodku torowiska. Odcinek zębaty obsługiwany był przez specjalne parowozy adhezyjno-zębate, które kursowały wyłącznie między stacjami w Srebrnej Górze i Woliborzu. Średnia prędkość pociągu wynosiła tu 9,6 km/h.
Do wybuchu I wojny światowej linia cieszyła się dość dobrym powodzeniem, chociaż w żadnym momencie jej istnienia nie uchodziła za bardzo zyskowną, głównie z powodu wysokich kosztów eksploatacji i niewielkiej przepustowości odcinka zębatego (parowozy obsługujące go mogły uciągnąć zaledwie 125-tonowy skład, same ważąc po 56 ton).
Początek I wojny to również początek końca kolei sowiogórskiej. Ruch turystyczny, dostarczający większej części zysków, załamał się. Zakończenie wojny nie przyniosło jego pełnego odrodzenia ze względu na utrzymujący się kryzys ekonomiczny. Transport węgla z noworudzkich kopalń do Dzierżoniowa okazał się być bardziej opłacalny liniami wiodącymi wokół Gór Sowich. Ponadto tabor, torowiska i wiadukty zestarzały się, wymagając remontów, a szalejąca hiperinflacja roztopiła rezerwy finansowe właścicieli przeznaczone na te cele.
12 października 1931 zawieszono całkowicie ruch z Woliborza do Srebrnej Góry, a 11 maja 1932 ze Ścinawki Średniej do Woliborza. W latach 1933–1934 rozebrano tory między Woliborzem a Srebrną Górą, ostatecznie zamykając historię kolei sowiogórskiej.
29 kwietnia 2019 r. podpisano protokół przejęcia linii między Srebrną Górą i Bielawą Zachodnią przez samorząd województwa dolnośląskiego.